# Ryszard Komornicki
Ryszard Komornicki (Ścinawa, 14 agosto 1959) è un allenatore di calcio ed ex calciatore polacco, di ruolo centrocampista.

## Carriera

### Allenatore
Approda al Chiasso il 27 agosto 2013, sostituendo Ernestino Ramella. Dirige la squadra ticinese fino al 27 novembre, giorno in cui gli viene sollevato l'incarico, dopo aver ottenuto soltanto 7 punti in 9 partite di campionato di Challenge League.

## Palmarès

### Giocatore

#### Competizioni nazionali
- Campionato polacco: 4

Górnik Zabrze: 1984-1985, 1985-1986, 1986-1987, 1987-1988
- Supercoppa di Polonia: 1

Górnik Zabrze: 1988

#### Competizioni internazionali
- Coppa Piano Karl Rappan: 1

Górnik Zabrze: 1985